# 2004年印度洋大地震
2004年印度洋大地震是指印度尼西亚标准时间（UTC+7）2004年12月26日07時58分53秒發生於印度尼西亞蘇門答臘北部亞齊特區外海西方的海底地震，震矩規模達到Mw9.2–9.3級的超大型逆衝型地震，在學術界通常被稱為「蘇門答臘－安達曼地震」。震央位於緬甸板塊與印度板块交界處的斷層帶，震源深度測得數據約為30公里（約18.6英里），部分地區的麥加利震度達到IX級。
這場地震引發了最高可達30米（100英尺）的巨型海嘯，因發生於節禮日，故又被稱為「節禮日海嘯」或「南亞海嘯」。海嘯重創印度洋沿岸14個國家，造成估計227,898人罹難，其中以印尼亞齊省、斯里蘭卡、印度泰米爾納德邦及泰國考拉等地最為嚴重，沿岸各省民生與商業活動遭受巨大破壞。這是史上最致命的海嘯，也是21世紀最致命的自然災害，也是有記錄以來死亡人數最多的自然災害之一。 同時，它也是印尼、馬爾地夫、斯里蘭卡和泰國史上最嚴重的自然災害。
該地震是亞洲有史以來最強烈的地震，也是21世紀最強的地震，並且自1900年現代地震儀記錄開始以來，全球排名第二或第三的強震。 它擁有觀測史上最長的斷層破裂，長度介於1,200和1,300（746和808英里）之間，斷層活動持續時間也為觀測史最長，至少達10分鐘。 這場地震使整個地球震動幅度高達10 mm（0.4英寸），甚至觸發遠至阿拉斯加的遠距觸發地震。 震央位於锡默卢岛與蘇門答臘本島之間。受災國家及地區的困境促使全球展開人道救援，捐款總額超過140億美元（折合當前幣值約為2024年的230億美元）。

## 地震特性

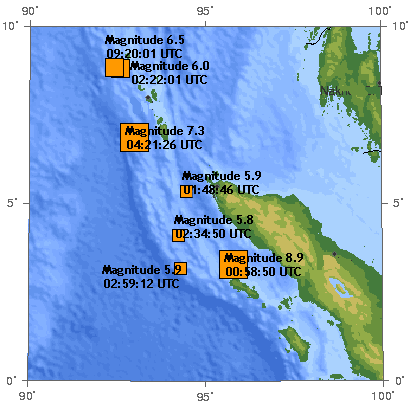
印度洋地震詳情

震央位於在3°19′N 95°51.24′E / 3.317°N 95.85400°E，在印尼蘇門答臘島西邊160公里，震源深度是30公里。這裡是“環太平洋地震帶”的地震頻發區域。地震本身（排除巨大海嘯）傳至孟加拉、印度、馬來西亞、緬甸、新加坡和泰國。美國地質調查局測得該次地震規模是9.1，在美國西北大學的研究團隊也測得了該次地震規模是9.3。
中國科技大學地震學家倪四道領導的團隊监测到，印度洋大地震持續時間为8分鐘20秒（500秒），而1960年智利大地震僅有5分鐘40秒（340秒）。根據科學研究報告指出，2004年印度洋大地震，將海洋板塊由蘇門答臘往北切出長達1,600公里的裂縫，這超出预估长度的4倍。
美國西北大學地理學家史坦因和歐卡爾表示，由於地震會釋放出巨大的壓力，在理論上，以後這個區域在400年內都不會再次出現相同的地震，或是巨大海嘯。而根據歷史記錄，在本地震、2005年蘇門答臘地震和2007年蘇門答臘地震之前很久沒有地震了，故這些科學家都已經預測，這個區域發生大地震和巨大海嘯的機率很大。

### 地震釋放的能量

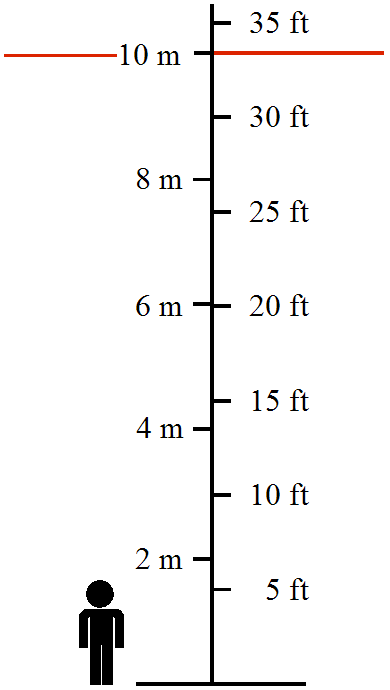
高度是10公尺的巨大海嘯和人類高度的比例

芮氏規模9.3的地震釋放的能量就已經超過了美國1個月所消耗能量的總和，這也是颶風伊莎貝爾持續70天所釋放的能量。假設規模1的地震釋放的能量相當有6盎司TNT炸藥。從質能方程推算得知芮氏規模9的地震所釋放的能量也相當有1,000公斤（2,200磅）物質所内部的能量（相當有反物質消滅），它足以在地球上，给每個人煮沸10,000公升的水。
不過南亞大地震所釋放出的能量對地球自轉所造成的影響是微乎其微的，雖然沒有精確的數據，但是在理論模型上，南亞大地震卻很有可能讓地球上的1天縮短了3微秒。而且月球的潮汐作用每年又讓地球1天增長為15µs，所以南亞大地震對地球的自轉影響很快就可以抵消。另1方面稱南亞大地震也很有可能導致了地軸搖擺有2.5公分（1英寸）。而原本的錢德勒搖擺有的時候還可以達到15公尺。南亞大地震讓整個地球產生1公分的震動。
根據1個廣泛採用的地震模型，在印尼蘇門答臘西南方的有一些小島已經向西南移動了20公尺（66英尺）。在印尼北部的頂端位於缅甸板块（在南邊是巽他板塊）的地區也很有可能向西南方移動了36公尺（118英尺）。除了水平向的位移之外，包括伴隨地震發生的垂直沉降和抬升在隱沒帶上的小島是顯而易見的。

### 在餘震之後發生的其他地震
印度洋北部的安達曼群島在之後的幾個小時裡有報導了地震規模5.7至6.3的餘震發生。在尼科巴群岛也出現了餘震。在南極洲附近的麥覺理島（麦夸里岛）附近無人居住的地區在該次地震3天之前就發生了芮氏規模8.1的強烈地震。在中國雲南楚雄和雙柏間也在12月26日週日下午又發生芮氏規模5.0的地震。在北京時間2005年1月1日週六下午2點25分，在印尼蘇門答臘島以西海域（北緯5.2度、東經2.3度）再次發生芮氏規模7.0的地震。在震央距離海岸線大約為320公里，距離芮氏規模9.1至9.3的地震的震央大約為410公里。美國阿拉斯加地區在南亞大地震之後又發生地震。
在4天之後（12月30日週四），印度尼西亞駐馬來西亞大使Rusdihardjo也表示，印度洋巨大海嘯的嚴重災區、印尼亞齊省的罹難人數很可能會超過40萬人。根據在马来西亚国家新闻社（Bernama）報導，大使講：在很多的嚴重災害地區，搜救人員至今都還没有去前往執行救援任務。他也指出，印尼政府於通過空中監測發現，米拉務（Meulaboh）、锡默卢岛和TapakTuan等地區已經不存在生命的跡象。在印尼蘇門答臘島西部海岸邊上的一些小島甚至都被巨大海嘯淹没而消失了。
在美国地震情报局測出的該次地震以及之前和之後世界上發生的大地震：（有顏色的背景為強烈地震）
| 芮氏規模 | 日期（年／月／日） | UTC時間（時／分／秒） | 緯度    | 經度     | 深度（km） | 區域                   |
| -------- | ------------------ | --------------------- | ------- | -------- | ---------- | ---------------------- |
| 6.3      | 2004/12/26         | 11:05:01              | 13.542  | 92.877   | 10.0       | 印度地区安达曼群岛     |
| 6.2      | 2004/12/26         | 10:19:30              | 13.455  | 92.791   | 10.0       | 印度地区安达曼群岛     |
| 5.5      | 2004/12/26         | 10:18:13              | 8.950   | 93.730   | 10.0       | 印度地区尼科巴群岛     |
| 6.6      | 2004/12/26         | 09:19:59              | 8.874   | 92.368   | 6.4        | 印度地区尼科巴群岛     |
| 5.8      | 2004/12/26         | 07:38:25              | 13.119  | 93.051   | 10.0       | 印度地区安达曼群岛     |
| 5.7      | 2004/12/26         | 07:07:10              | 10.336  | 93.756   | 10.0       | 印度地区安达曼群岛     |
| 5.7      | 2004/12/26         | 06:21:58              | 10.623  | 92.323   | 10.0       | 印度地区安达曼群岛     |
| 7.1      | 2004/12/26         | 04:21:29              | 6.885   | 92.938   | 39.7       | 印度地区尼科巴群岛     |
| 6.1      | 2004/12/26         | 03:08:42              | 13.808  | 92.974   | 10.0       | 印度地区安达曼群岛     |
| 5.9      | 2004/12/26         | 02:59:12              | 3.177   | 94.259   | 10.0       | 苏门答腊北部西岸海上   |
| 6.0      | 2004/12/26         | 02:51:59              | 12.511  | 92.592   | 10.0       | 印度地区安达曼群岛     |
| 5.8      | 2004/12/26         | 02:36:06              | 12.139  | 93.011   | 10.0       | 印度地区安达曼群岛     |
| 5.8      | 2004/12/26         | 02:34:50              | 4.104   | 94.184   | 10.0       | 苏门答腊北部西岸海上   |
| 6.0      | 2004/12/26         | 02:22:02              | 8.838   | 92.532   | 10.0       | 印度地区尼科巴群岛     |
| 5.8      | 2004/12/26         | 02:15:58              | 12.375  | 92.509   | 10.0       | 印度地区安达曼群岛     |
| 5.9      | 2004/12/26         | 01:48:47              | 5.393   | 94.423   | 10.0       | 印度尼西亚苏门答腊北部 |
| 9.1      | 2004/12/26         | 00:58:53              | 3.316   | 95.854   | 30         | 苏门答腊北部西岸海上   |
| 5.3      | 2004/12/24         | 19:36:39              | -19.175 | 167.704  | 32.5       | 瓦努阿图               |
| 5.1      | 2004/12/24         | 13:39:45              | -20.197 | -178.777 | 621.9      | 斐济地区               |
| 5.5      | 2004/12/24         | 05:31:45              | -50.198 | 161.269  | 10.0       | 麥覺理島岛以北         |
| 8.1      | 2004/12/23         | 14:59:04              | -50.240 | 160.133  | 10.0       | 麥覺理島岛以北         |
| 6.1      | 2004/12/22         | 21:03:39              | -56.079 | -124.781 | 10.0       | 太平洋东南发源         |
| 5.4      | 2004/12/21         | 19:46:42              | 1.628   | 127.364  | 119.0      | 印度尼西亚哈马黑拉岛   |
| 5.1      | 2004/12/21         | 17:21:09              | 60.448  | -147.549 | 1.1        | 阿拉斯加南部           |
| 5.6      | 2004/12/21         | 15:34:28              | 42.924  | 145.419  | 38.5       | 日本地区北海道         |
| 5.3      | 2004/12/20         | 23:02:17              | 37.022  | 28.293   | 29.7       | 土耳其西部             |
| 5.4      | 2004/12/20         | 13:12:12              | 5.369   | -101.307 | 10.0       | GALAPAGOS三结合区域    |
| 5.0      | 2004/12/20         | 03:58:42              | -15.200 | -75.083  | 17.9       | 接近秘鲁海岸           |
| 5.2      | 2004/12/19         | 22:39:14              | 55.490  | -158.121 | 24.0       | 阿拉斯加半岛           |

## 傷亡與損失

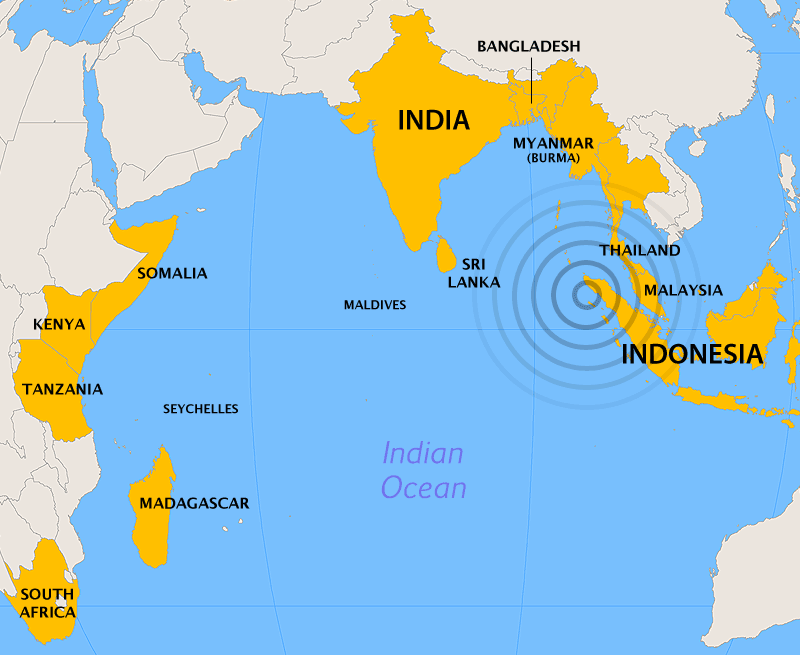
2004年印度洋大地震直接影响的全部国家

這次的地震和海啸已造成超过30万人罹难，当中三分之一是儿童，因为他们於災難環境下的求生能力较低。事发地点位于旅遊热点附近，加上正值圣诞节的旅遊旺季，受災地區聚集了大量的旅客和本地居民，導致許多在沙滩上享受假期的旅客和在海邊工作的當地人被海嘯捲到海底，使不少人在這次地震中成為失蹤者。地震引发巨大的海啸席卷了印度洋沿岸地区，但在太平洋沿岸，只看到海面的轻微起伏。
海啸通常发生在环太平洋地震带附近的海岸，因此濒临太平洋的国家（地区）的政府都建立了有效的海啸预警系统，且为当地人民所熟知。而印度尼西亚群岛的中部和东部都曾遭遇海啸，如在弗洛勒斯岛（Flores，1992年12月12日）、爪哇（1993年6月3日）和苏拉威西岛（Sulawesi，2000年5月3日）等地的地震后所引起的海啸。苏门答腊岛海岸乃至整个印度洋海岸上次遭遇海啸是在1883年喀拉喀托火山（Krakatoa）爆发所导致的海啸。之所以此次地震和海啸會造成如此重大伤亡，是由于当地人过百年没遇过海啸，又对海啸缺乏认识，更不用说从各种先兆预知海啸将近。而印度洋沿岸各国（地区）也不太重视海啸的威胁，没有建立有效的海啸预警系统。
此次海啸的波及范围达到六个时区之广，仅次于1960年智利大地震所引起的海啸。肯尼亚、索马里（东三区）、毛里求斯、法属留尼汪、塞舌尔（东四区）、马尔地夫（东五区）、印度（印度半时区）、孟加拉国、斯里兰卡（东六区）、缅甸、科科斯群岛（基灵）群岛（缅甸半时区）、印度尼西亚（西部）、泰国（东七区）和马来西亚都遭遇了海啸的衝擊，导致不同程度的人命伤亡和经济损失。
下列是各國的伤亡数字列表和损失记录：
| 序号 | 国家        | 确认死亡 | 估计死亡 | 受伤数   | 失踪数  | 难民        |
| ---- | ----------- | -------- | -------- | -------- | ------- | ----------- |
| 1    | 印度尼西亞  | 234,271  | -        | -        | 1,240   | 617,000     |
| 2    | 斯里蘭卡注1 | 41,008   | >50,000  | >8,200   | 3,792   | 780,000     |
| 3    | 印度        | 10,749   | -        | -        | 5,669   | 638,000     |
| 4    | 泰國        | 5,395    | -        | 8,457    | 2,845   | 58,550      |
| 5    |             | 132      | >100     | -        | -       | 54,000      |
| 6    | 緬甸        | 59       | -        | 45       | 14      | 3,000       |
| 7    | 馬爾地夫    | 82       | -        | -        | 31      | 13,000      |
| 8    | 马来西亚    | 68       | -        | 183      | 6       | 8,000       |
| 9    | 坦桑尼亚    | 10       | -        | -        | -       | -           |
| 10   | 塞舌尔      | 3        | -        | -        | 7       | -           |
| 11   |             | 2        | -        | -        | -       | -           |
| 12   |             | 2        | -        | -        | -       | -           |
| 13   | 南非        | 2        | -        | -        | -       | -           |
| 14   | 马达加斯加  | 1        | -        | -        | -       | >1200       |
| 总计 | 总计        | ≈292,000 | ~230,210 | ≈510,000 | >22,000 | 300万-500万 |

注1斯里兰卡的数字包括了政府和泰米尔之虎游击队掌控之区域。

### 印度尼西亞
印度尼西亚国家减灾协调局发布的数据显示，印度洋海啸在该国造成的罹難人数达到234,271人，失踪者为1,240人，约44000人需接受救治，另有617000人沦为难民，其中北亚齐有超過5万难民，东亚齐超過1.2万，班达亚齐超過9,000，亚齐查亚县超過15000。亚齐省西南岸17个村庄已消失。而据印度尼西亚驻马来西亚大使说，印尼亚齐省的罹難人数可能超过40万人。
總統苏西洛宣佈國難，將於棉蘭市設立救災站。很多建筑在地震开始时即倒塌，但罹難者大部分是由海啸造成的，特别是在亞齊和北苏门答腊省西岸地区。伤亡数字的统计因为叛军自由亚齐运动的存在而变得不可行，那儿几乎没有记者、政府官员或是救援工作者。印度尼西亚官方政府与位于苏门答腊西南海岸的地区失去通讯。
印尼政府从财政预算中拨出了首批500亿盾（约合560万美元）的资金，用于受灾严重的亚齐地区的食品、医药和受难者安葬等紧急事务。

### 斯里蘭卡

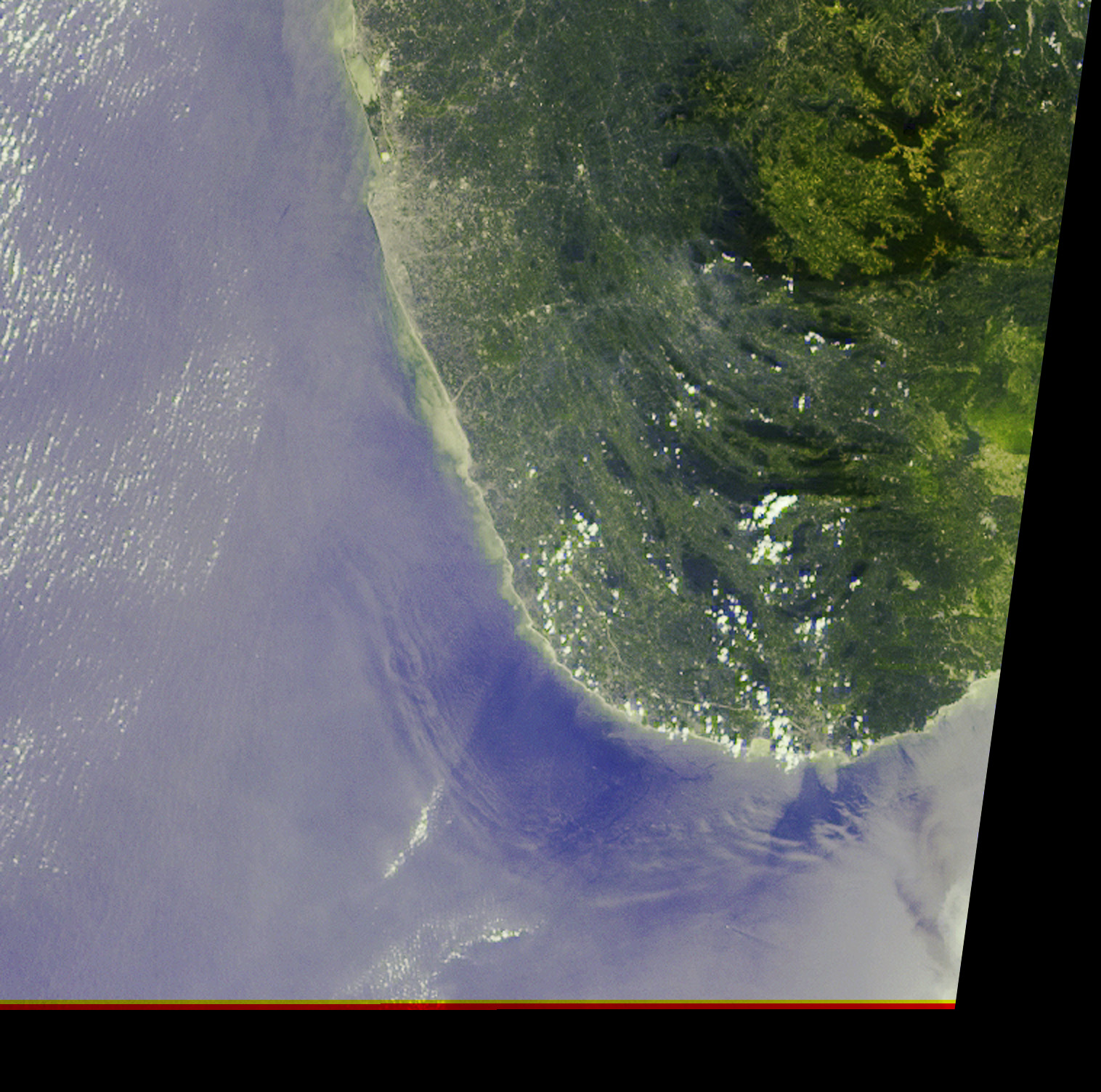
大地震产生的海啸巨浪袭向斯里兰卡

已证实有超過41,000人罹難，多数是儿童和老人；780,000人沦为难民。首都機場和港口關閉。海水入侵内陆近2公里。当地媒体报道说由于海水入侵，长期内战留下的许多地雷已经露出地面。总统库马拉通加夫人已经宣布全國進入災難狀態。政府对北方受泰米爾之虎叛军控制的地区的情况没有掌控。20,000名军人在政府控制的区域展开救援行动和维持秩序防止抢劫。
海啸导致了一列火车出轨，至少1,400人罹難，比以往任何一次火车出轨事故死亡的人数都多。政府说在南方至少有3,000人罹難，當中至少包括一所有百多名孤兒的孤兒院。泰米尔猛虎游击队的官方网站报道说叛乱地区有1500人罹難。

### 印度

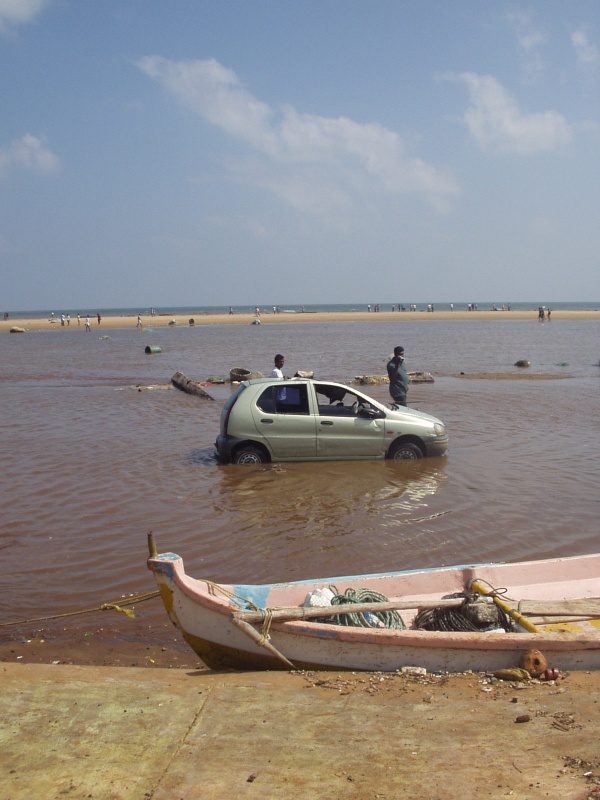
在金奈的马里纳海滩，大部份地區因為海嘯而水浸。

泰米爾納德邦、安得拉邦及安達曼和尼科巴群島共超过5000人罹難，當中安達曼和尼科巴群島1000多人、本地治里280人、喀拉拉邦121人及安得拉邦61人。数百人失踪（在安得拉邦就有800人）。他们當中大多数是渔业工作人员。很多渔夫無論在家或出海都失踪了。有消息称，安达曼—尼科巴群岛中央直辖区有3000人罹難，估计另有3万人连同5个村庄在海啸过后消失无踪。
初始的报道暗示在安達曼和尼科巴岛只有很少的人员伤亡，但稍后在尼科巴附近发生的地震使数千人罹難。与尼科巴群島的通讯也中断了。最严重的损伤是在泰米爾納德邦。官方说伤亡1724人，大部分是妇女和儿童。单在纳加帕蒂南行政区就超过690人，在古达罗尔超过300人，在坎尼亚古马里超过280人，在金奈超过200人。报道说在金奈那儿甚至没有能给直升机降落的地方。在坎尼亚古马里罹難的人包括正在海里进行宗教淨化活動的朝圣者。
被困在Vivekananda Memorial的一個近坎尼亚古马里的小島的700人之中的650人在搜救隊搜索其他人的同時被救出。在马里纳海滩旁的金奈，正在參加各種各樣的水上活動的大人和小孩及在沙灘上作晨早散步的人都被水沖走。
印度當局徵召當地海陸軍及海岸防衛隊參與救援行動，及空投食物往受海嘯影響的災區。泰米爾納德邦及安得拉邦的首長對受海嘯影響的災民表示深切哀痛。12月30日，印度东部地区发生中度地震。印度政府已经向所有遭受海啸袭击地区发布新的警报。

### 泰國

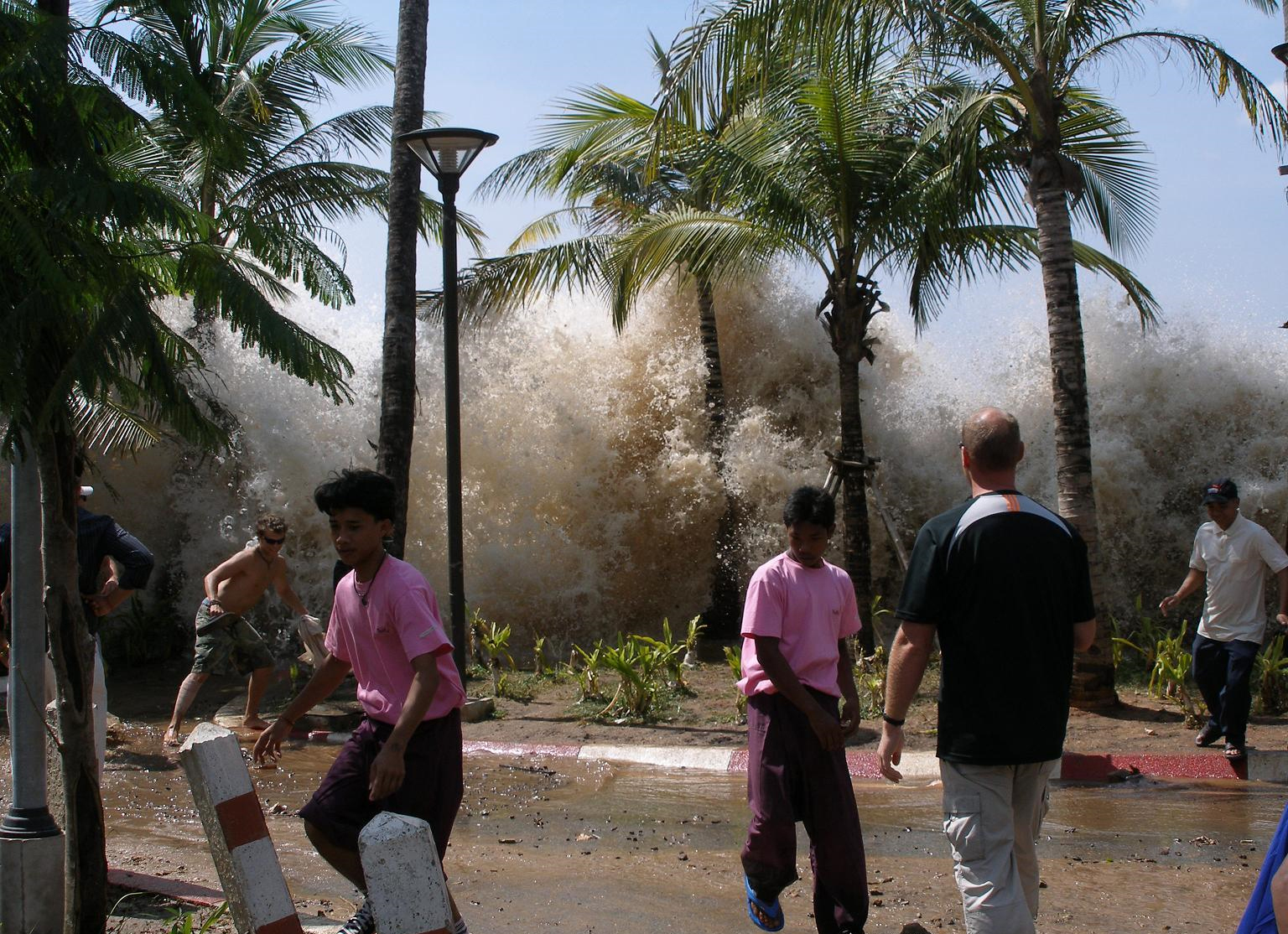
攝於泰國喀比

泰国内政部说，海啸已经造成5395人罹難，其中约有一半是外国人。另有9457人受伤和2845人失踪。從12月28日起，泰国全国连续降半旗3天72小時以示哀悼。
旅游胜地普吉岛受损严重，特別是面向震央的巴東海灘。機場亦曾因海嘯而一度暫時關閉，但於當晚已經重開。12月29日，法国外交部长米歇尔·巴尼耶抵达普吉岛，为这一地区的法国公民提供协助。PP島有超過200家度假屋被巨浪捲入海中。官方报告已经确认99人罹難1100人受伤。當中大部份都是於浮潛之時被突如其來的巨浪拋高而摔死，不少人更身首異處。而其他的死者主要是到石灰洞探險時，因為海水突然湧入而溺斃或窒息而死。
在泰國當地的死傷者之中也包含了皇家人士，國王拉瑪九世（Rama IX）21歲的外孫蒲美·詹森（Bhumi Jensen）在攀牙府海邊的度假村划水時，被突如其來的巨浪吞噬，他的屍首在隔日才被尋獲並獲得確認。蔻立（Khao Lak）的災情比其他地方更為嚴重。警方相信約有3,000人死於該島度假村內。

### 马来西亚

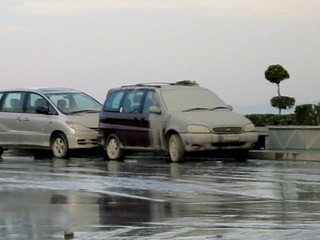
槟城附近刚被海啸冲击的汽车

68人罹難，當中檳城（Penang）有38人罹難，吉打州（Kedah）有12人，霹靂州（Perak）2人和雪蘭莪（Selangor）1人，另有6人失蹤。首相阿都拉·巴达威宣布取消所有欢庆节目，改成祈祷会。

### 緬甸
緬甸政府在災後宣佈有36人罹難，大多數都集中在平查魯島（Pyinzalu）、拉普達鎮和伊洛瓦底（Irrawaddy）三角洲，但是根據聯合國官員以及新加坡聯合早報的報導指出，死亡數字已經提升到了90人。

### 馬爾地夫

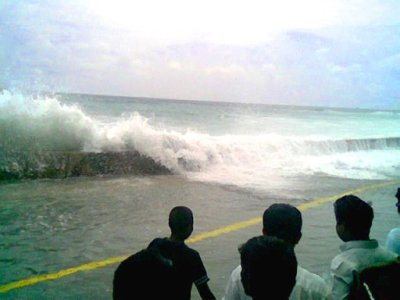
马尔代夫首都马累正在遭受海啸带来的洪水泛滥

82人罹難31人失踪并且还有可能增加。数千人无家可归，马尔代夫首都马累三分之二的地方被海水淹没，偏远的底地环礁也受损严重，而一些岛屿也完全淹没。政府宣布该国进入灾难状态。这个由珊瑚礁组成的岛国绝大部分领土海拔不到1公尺。马尔代夫的很多岛已经失去通讯联系，马尔代夫国际机场关闭後已經重新開放，该国政府呼吁国际援助。通讯严重受到影响，救援工作还没有办法开始进行。

### 塞舌尔
3人罹難，7人失踪。

### 及澳属科科斯群岛
有高約半公尺的海嘯襲擊澳大利亚海岸，造成人群恐慌，但并無實際人员伤亡。

### 法属留尼旺
位於印度洋以西、非洲東岸的法领岛屿留尼旺，多艘船隻沉没。

### 
有2名兒童罹難。
东非国家索馬利亞中部海岸也受到海啸波及，298人罹難。

### 其他未直接受损但有国民罹難的国家及地區
這些外籍人士主要是前往熱帶國家度假的西方旅客和定居此地的生意人、學者等。
| 国家/地区      | 确认死亡 | 受伤数 | 失踪数 |
| -------------- | -------- | ------ | ------ |
| 比利时         | 6        | -      | 73     |
| 巴西           | 2        | -      | -      |
| 加拿大         | 5        |        | 150    |
| 丹麦           | 7        | -      | 62     |
| 法國           | 32       | 189    | <90    |
| 日本           | 23       | -      | >240   |
| 挪威           | 12       | -      | 80     |
|                | 11       | -      | -      |
| 新西兰         | 2        | -      | 24     |
| 西班牙         | -        | -      | 2      |
| 瑞典           | 52       | -      | 1903   |
| 土耳其         | -        | -      | 15     |
| 英国           | 126      | 5      |        |
| 美国           | 33       | -      | 18     |
| 乌拉圭         | 2        | -      | -      |
| 中华人民共和国 | 6        | 15     | 7      |
| 香港           | 38       | >2     | 2      |
| 德国           | 60       | -      | 1000   |
|                | 17       | -      | 78     |
| 義大利         | 20       | -      | 338    |
| 瑞士           | 23       | -      | 400    |
| 澳門           | -        | -      | 1      |
| 芬兰           | 15       | -      | 177    |
| 菲律賓         | 5        | 4      | 13     |
| 南非           | 10       | -      | 722    |
| 新加坡         | 9        | -      | 15     |
| 奥地利         | 10       | -      | 540    |
| 葡萄牙         | -        | -      | 19     |
| 羅馬尼亞       | -        | -      | 8      |
| 俄羅斯         | 2        | -      | 2      |
|                | -        | -      | 1      |
| 捷克           | 1        | -      | 15     |
| 希腊           | -        | -      | 7      |
| 匈牙利         | -        | -      | 5      |
| 冰島           | -        | -      | 11     |
| 馬爾他         | -        | -      | 1      |
| 墨西哥         | 2        | -      | 1      |
| 荷蘭           | 7        | -      | >30    |
| 葡萄牙         | -        | -      | 8      |
| 土耳其         | 1        | -      | 9      |
| 以色列         | 4        | -      | 3      |
| 阿根廷         | 2        | -      | -      |
| 爱尔兰         | 1        | -      | 9      |
| 哥伦比亚       | 1        | -      | -      |
| 智利           | 1        | -      | -      |
| 乌克兰         | -        | -      | 17     |
| 白俄羅斯       | -        | -      | 5      |
| 盧森堡         | -        | -      | 3      |
| 爱沙尼亚       | -        | -      | 3      |
|                | -        | -      | 2      |
| 拉脫維亞       | -        | -      | 1      |
| 总计           | 2230     | 1497   | >9000  |

非受灾国游客罹難人数达2,230人（泰国方面的统计）。共有约7,000名外国游客失踪。由於在很多災區的罹難者實在太多，又擔心爆發瘟疫，大批未辨明身份的屍體被倉促掩埋，所以罹難人數僅是粗略估計。斯里兰卡、印度尼西亚和马尔代夫全国或部分地区都被当地政府宣布进入紧急状态。
瑞典宣布2005年1月1日为全国哀悼日，瑞典全国将降半旗为在东南亚海啸中的遇难者致哀。香港宣布取消原定于2004年12月31日、2005年1月1日及1月2日的烟火表演以悼念这次灾难。1月5日中午，欧盟25个成员国的约4.5亿公民全体暂停手头工作，为印度洋海啸灾难的遇难者默哀3分钟。
联合国秘书长科菲·安南、美国国务卿科林·鲍威尔、文莱苏丹哈桑纳尔·博尔基亚、马来西亚前首相马哈迪·莫哈末和澳大利亚总理约翰·霍华德都在事发后曾到亚齐目睹灾情。

## 人道救援

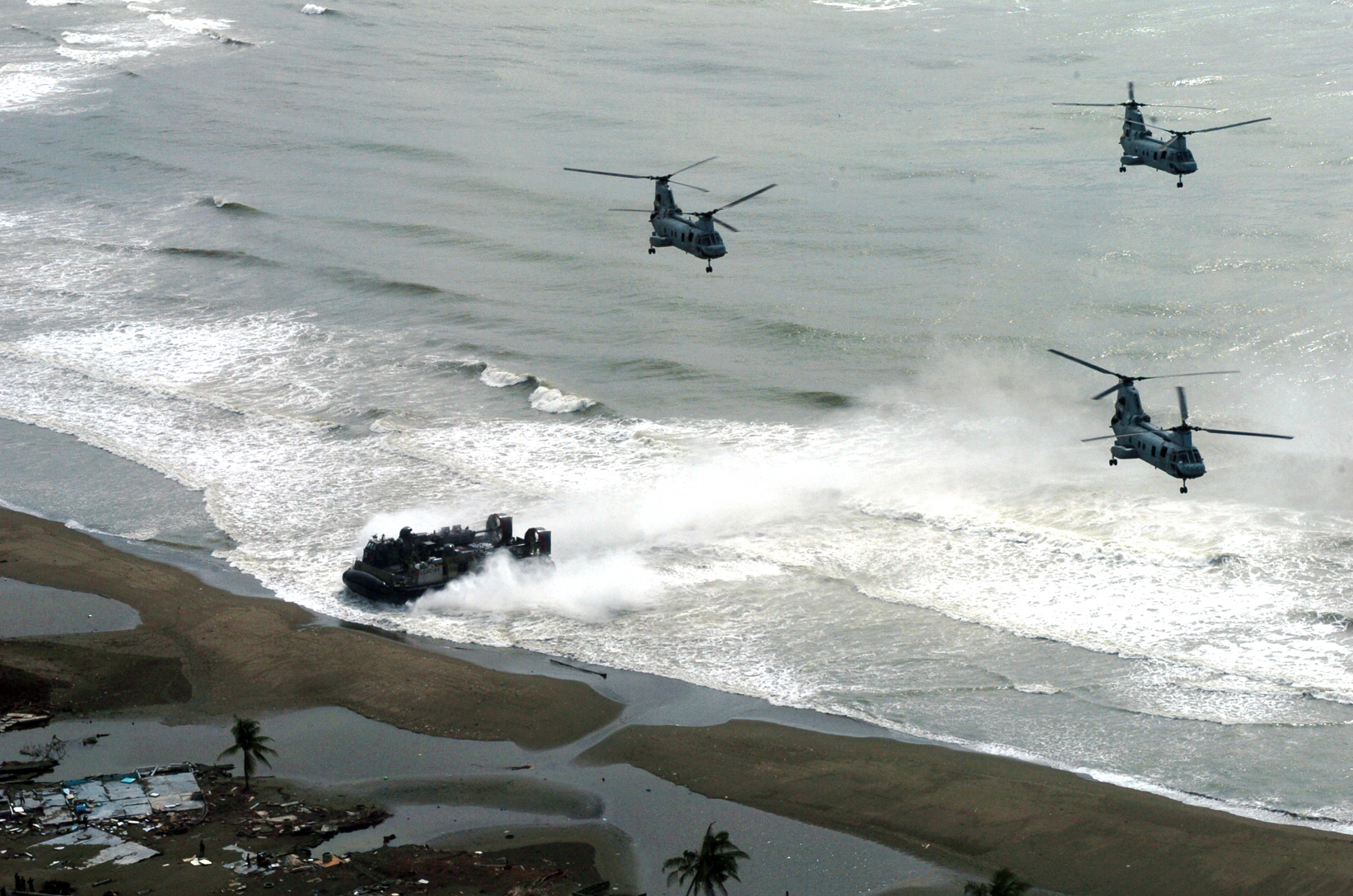
支援聯合協助行動的美國海軍陸戰隊氣墊登陸艇與直昇機

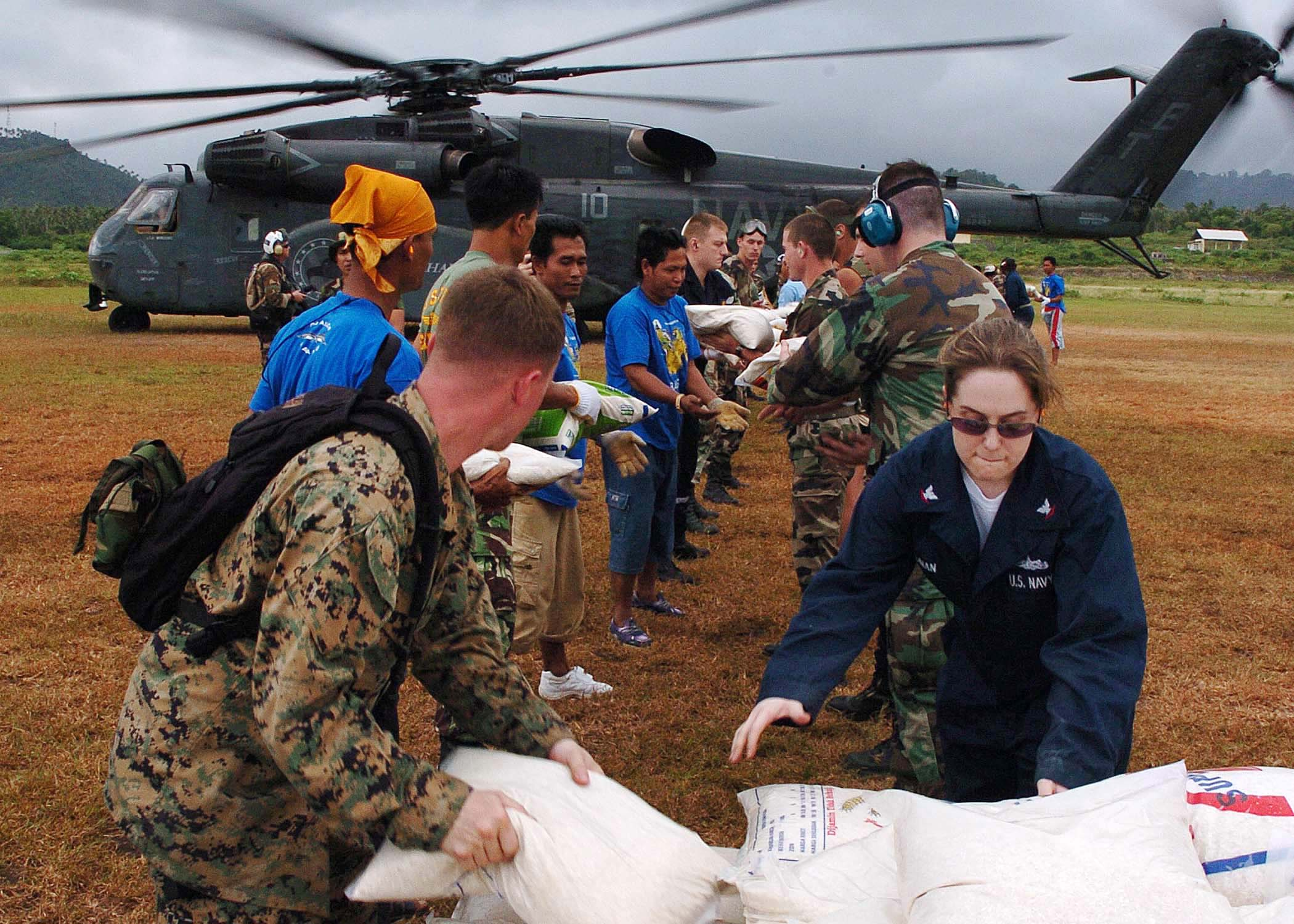
印尼的發放糧食情況

联合国當時宣布展开「有史以来最大支出的一次跨国救灾行动」。各国政府和非政府組織都发起大型的赈灾筹款活动和提供各种帮助，尽力避免伤亡数字进一步急剧成倍上升。红新月会及红十字会、联合国、美国、欧盟、加拿大、澳大利亚、中华人民共和国、中華民國等都对灾区提供或准备提供援助。
联合国提供了8100万美元的援助。中華民國政府與人民合計共對受災國家捐助約新台幣5000万台幣（約美金168万）。中华人民共和国政府为受灾国家提供价值5亿2163万人民币（約美金7500万）的救援物资和现汇。美国决定捐助3亿5000万美元，已向印度、印度尼西亚、马尔代夫和斯里兰卡每个国家提供了10万美元，并通过国际红十字会向受灾国家提供了400万美元的援助，並且派出直升机和12艘軍艦前赴救援。日本決定捐助300万美元。欧盟決定捐助5300万欧元，其中德国已保证提供300万欧元。匈牙利向受灾国派出救援小组并提供了价值约合39万美元的救援物资。日本會提供价值4000万美元的救援物资。卡塔尔、沙特阿拉伯和科威特共决定捐助2200万美元。澳大利亚提供了4600万美元的援助。世界上許多國家的救難隊也已經啟程前往災區協助救災。谷歌也建立了一个旨在帮助人们了解详情及捐款的网页。
但是到海嘯後兩週年，部分捐助仍未兌現，亦有國家指部分給予泰國的捐款不知所踪。

### 部分承诺捐款最多的国家和组织
（只是承诺，部分尚未完全兌現）
| 地区           | 政府                                                  | 非政府组织和公众           |
| -------------- | ----------------------------------------------------- | -------------------------- |
|                | AUD10亿（$8.16亿）                                    | $1亿                       |
| 日本           | $5亿                                                  | ?                          |
| 美国           | $3亿5000万（已包含救援费用）                          | 7000万美元                 |
| 世界银行       | $2亿5000万                                            | -                          |
| 英国           | £5000万（$9600万）                                    | £4500万（$8700万）         |
| 瑞典           | SEK 5亿（$7500万）                                    | ?                          |
| 西班牙         | €5100万（$6900万）                                    | ?                          |
| 中华人民共和国 | CNY 6亿8000万（$8300万）                              | CNY 2亿2000万              |
| 中華民國       | $5000万美金                                           | 15.87億台幣                |
| 法國           | €4200万（$5700万）                                    | ?                          |
| 丹麦           | DKK 300m（$5495万）                                   | $370万                     |
| 加拿大         | CAD 5800万（$4800万），并对受灾亚洲国家的债务延期偿付 | CAD850万（$700万）         |
| 欧盟           | €3300万（$4400万）                                    | -                          |
| 荷蘭           | €2700万（$3600万）                                    | ?                          |
| 德国           | €2000万（$2600万）                                    | ?                          |
| 瑞士           | CHF 2700万（$2380万）                                 | CHF 2100万（$1850万）      |
| 挪威           | NOK 1亿（$1640万）                                    | ?                          |
| 爱尔兰         | €1200万                                               | 超过€300万                 |
| 葡萄牙         | €800万（$1090万）                                     | ?                          |
| 沙烏地阿拉伯   | $1000万                                               | ?                          |
| 香港           | HKD5000万（$641萬）                                   | HKD11億                    |
| 義大利         | € 300万（$390万）                                     | €1270万（$1720万）短信捐赠 |
| 芬兰           | $340万                                                | ?                          |
| 科威特         | $210万                                                | ?                          |
| 阿联酋         | $200万                                                | ?                          |
| 新加坡         | $120万                                                | ?                          |

### 最多的个人和慈善组织捐助
- 蓋茨伉儷基金會捐出了300萬美元。
- 一級方程式賽車世界冠軍捐出了1000萬美元，成為全世界以個人名義捐款者裡金額最高的一位。
- 亞馬遜網上商店張貼了美國紅十字會的捐款呼籲，在48小時內獲得620萬美元的網友承諾捐款。
- 愛爾蘭的非宗教組織關注收到一個50萬歐元匿名捐助。

### 捐献最多的公司
（單位：美元；原始数据（页面存档备份，存于））
| 輝瑞製藥（Pfizer）                   | $3500萬（$1000萬現金；$2500萬藥物）              |
| 可口可乐公司（Coca-Cola）            | $1000萬                                          |
| 必治妥施貴寶（Bristol-Myers Squibb） | $500萬（$100萬現金；$400萬藥物）                 |
| 艾克森美孚（Exxon Mobil）            | $500萬                                           |
| 雅培（Abbott Laboratories）          | $200萬另加藥物                                   |
| 微软公司（Microsoft）                | $350萬                                           |
| 花旗銀行（Citigroup）                | $300萬                                           |
| 瑞銀華寶（UBS AG）                   | $300萬                                           |
| 摩根大通（J.P. Morgan Chase）        | $300萬                                           |
| 蜆殼公司（Royal Dutch/Shell Group）  | $300萬                                           |
| 思科系统公司（Cisco）                | $250萬                                           |
| 沃尔玛超市（Wal-Mart）               | $200萬                                           |
| 强生公司（Johnson & Johnson）        | $200萬另加藥物                                   |
| 沃達豐（Vodafone）                   | 100萬英磅（$195萬）                              |
| Tetra Laval Group                    | $150萬（包括流質食品）                           |
| 波音公司（Boeing）                   | $100萬                                           |
| 耐克                                 | $100萬                                           |
| 华特迪士尼公司（Walt Disney）        | $100萬                                           |
| 美國運通（American Express）         | $100萬                                           |
| 通用电气（General Electric）         | $100萬                                           |
| ING集團（ING）                       | $100萬                                           |
| First Data Corp.                     | $100萬                                           |
| 通用汽车（General Motors）           | $100萬                                           |
| 滙豐銀行（HSBC）                     | $100萬                                           |
| 澳洲航空（Qantas）                   | 100萬澳幣另加航空服務                            |
| 拜耳股份公司（Bayer）                | €,1300萬 ,                                       |
| 雀巢（Nestle）                       | CHF 73萬瑞士法郎                                 |
| 家得宝（The Home Depot）             | $50萬                                            |
| 德州仪器（Texas Instruments）        | $50萬                                            |
| 家乐福（Carrefour）                  | €34萬                                            |
| 日立（Hitachi）                      | 2000萬日圓                                       |
| 香港地鐵（MTR）                      | 2005年1月1日期間會抽出每程車費的HK$0.5作捐款用途 |
| Fonterra                             | 為受影響地區提供奶粉和嬰兒奶粉                   |

## 预警系统
印度洋和大西洋都尚未像太平洋般有地區性的海嘯預警系統。在太平洋地區，一系列的感應器已經連接到監察中心，所以當地媒體可以警告民眾在海嘯到達之前到高地避難。這個系統在1965年，因為1964年耶穌受難日地震帶來的海嘯而建立的。泰國是太平洋海嘯預警系統的成員，但是她帶有感應器的浮標都設在東岸。一個在震央南面的監測站偵測到一英尺高的海嘯移住澳洲的方向。然而，在考麗瑪省曼薩尼約市，測量出海嘯造成的2.6米海浪却向著墨西哥推進。美國地质调查所認為如果區內已建立監測和預警系統，可以減少人命損失，尤其是像斯里蘭卡和印度等在初次地震後有三個小時或者更多的時間疏散的地區，因為系統性疏失依舊造成嚴重傷亡。再者，在太平洋已知有機會發生海嘯的情況下，退潮令人意識到巨浪將至。在印度洋地區，這次罕見現象已經通報給到包括海岸觀光的游客在內的人參考。除此之外，印度和斯里蘭卡關于地震的研究進程過慢導致過遲發出警告。
在這次地震之後，印度政府決定安裝有關儀器預警將來發生的海嘯和結合其他國家分享海嘯情報。馬來西亞政府亦打算與區內國家一起建立一套海嘯預警系統。

## 環保问题
不少專家都指出，這次大地震引起的海嘯所造成的巨大傷亡，與當地的環境保護策略分不開。
舉例說：這次受災打擊最嚴重的兩個地區泰國和斯里蘭卡，都有因為過度開發而破壞海岸生態的記錄。泰國的普吉為了發展旅遊業，而把海岸的紅樹林砍伐，開發成度假區，而多年前因拍攝電影《迷幻沙灘》成名，导致大量旅客涌入而生态被嚴重破壞的PP島最為嚴重；而斯里蘭卡因為過度開發而導致水災，但由於修復工作未能在海嘯前完成，結果對當地造成雙重打擊。反而十年前不斷受颶風威脅的孟加拉，由於風災過後當地重新種植防風林及回復海岸生態，使海岸得到珊瑚礁及紅樹林的保護，從而減輕當地所受到的損害。為防範將來可能發生的大地震，泰国政府已在各個重災區重新種植百多棵大樹，以希望卸去地震帶來的海嘯所造成的衝擊，從而減輕損害。

## 影視作品
- 生死接觸
- 浩劫奇蹟
- 大浩劫：描寫韓國釜山發生海嘯的電影，劇中有提及南亞大海嘯
- 重返危機現場：第三季
- 爸爸向前走：劇中有提及南亞大海嘯
- 海嘯：尖峰救援

## 相關
- 2011年日本東北地方太平洋近海地震
- 1975年8月河南“75·8”水库溃坝（凤凰网将河南板桥水库溃坝的洪水威力与南亚大海啸相提并论）

## 註解
1. ↑  該地震震級估值與1964年耶穌受難日地震Mw9.2–9.3相當或略低。[15] 視不同估算，可能與1964年事件並列第二大，或一者第二、一者第三，僅次於1960年智利大地震Mw9.5–9.6。[16][17]

## 外部參考
- 印度洋地震海啸造成重大伤亡（页面存档备份，存于） - 新浪网专题
- 凤凰网的专题报道（页面存档备份，存于）
- 新华网关于这次灾难的专题报道（页面存档备份，存于）
- 圖輯：印尼地震引發附近多國海嘯（2004年12月26日，BBC中文網）（页面存档备份，存于）
- Magnitude 8.9 - OFF THE WEST COAST OF NORTHERN SUMATRA USGS, December 26, 2004 at 00:58:50 UTC.
- Sea surges kill thousands in Asia（页面存档备份，存于） BBC News World Edition, December 26, 2004.
- Huge earthquake wreaks havoc The Weekend Australian, December 26, 2004.
- Massive Earthquake Batters Southeast Asia Associated Press report on Fox News, December 26, 2004.
- Tidal Waves Kill More Than 3,000 in Asia（页面存档备份，存于） ABC News International, December 26, 2004.
- Indonesia 8.9-Magnitude Quake Unleashes Killer Waves（页面存档备份，存于） Bloomberg, December 26, 2004 at 1003 UTC.
- Death toll rises after quake, tsunamis strike southern Asia ABC News Online, December 26, 2004 at 1050 UTC.
- Quake, Tsunami Hit South Asia, 3,100 Feared Dead（页面存档备份，存于） Reuters, December 26, 2004 at 1116 UTC.
- Asian quake kills thousands（页面存档备份，存于） CNN International, December 26, 2004 at 1132 UTC.
- Tidal Waves Kill More Than 3,200 in Asia（页面存档备份，存于） Associated Press report on The Guardian, December 26, 2004 at 1146 UTC.
- 海嘯救援網（Tsunamihelp.blogspot.com）（页面存档备份，存于）